# Idealisme
S'anomena 'idealisme' tot sistema filosòfic que redueix l'ésser a la idea, o que redueix la realitat al pensament. La característica fonamental de l'idealisme filosòfic és prendre com a punt de partida el subjecte o consciència, el "jo" generador d'idees.
Al llarg de la història de la filosofia es poden distingir diferents aplicacions i definicions. Tanmateix, d'una forma habitual, l'idealista reconeix per complet el món extern o natural i evita afirmar que aquest pot reduir-se al simple fet de pensar. Per als idealistes, per una altra banda, la ment actua i és, de fet, capaç de fer existir coses que d'una altra manera no serien possibles com la llei, la religió, l'art o les matemàtiques i les seves afirmacions són més radicals en afirmar que els objectes percebuts per una persona es veuen afectats fins a cert punt per l'activitat mental: si un estudi sobre el món real pretén ser científic és bàsic tenir en compte aquest fet.

## Plató
Plató, un remot precursor de l'idealisme, i probablement, un dels primers filòsofs a plantejar una teoria de les idees, postulava l'existència d'un univers de les idees o formes que es reflecteixen de manera imperfecta com els diferents objectes que es perceben en l'experiència comuna. Sostenia que aquestes formes o idees no són només més intel·ligibles amb claredat, sinó també més reals que els seus reflexos transitoris i en essència il·lusoris. La idea és com l'espectacle ideal d'una cosa, però no és simple i unívoca. Una idea és unitat d'alguna cosa que es presenta com múltiple, per això només és visible intel·ligiblement, és a dir amb la mirada interior.

## Berkeley
El clergue i filòsof irlandès del segle xviii George Berkeley, tradicionalment considerat un dels representants de l’empirisme, junt amb Locke i Hume, corrent filosòfic fonamentalment britànic de finals s. XVII i XVIII, pels quals el coneixement es fonamenta en l'experiència, contraposat al racionalisme continental de Descartes, Spinoza, Malebranche i Leibniz, que defensen l’autosuficiència de la raó com font de coneixement. Segons els empiristes, l'esperit o el subjecte cognoscent és un receptacle on ingressen les dades del món exterior, les anomenades idees, transmesos pels sentits. Aquestes idees (de Locke i Berkeley), que Hume anomena sensacions, són la base de tot coneixement. És a l'esperit on s'acumulen les idees, on s'enllacen amb altres percepcions. Per Berkeley la matèria no existeix o, si més no, és inútil com a concepte hipotètic per explicar la realitat. Les lleis de la natura són, segons ell, el producte de la intel·ligència i la voluntat divina. Segons ell, en la teoria del coneixement purament idealista tots els aspectes d'allò que una persona percep són en realitat reductibles a les idees presents en la seva ment. L'observador no fa que existeixin els objectes externs, sinó que la seva idea certa és introduïda en la ment humana de manera directa per Déu, que causa les idees que percebem sense que depenguin de la nostra voluntat, i les ordena sàviament segons les lleis de la naturalesa.

## Kant
El filòsof alemany del segle xviii Immanuel Kant formulà "l'idealisme transcendental" que serà clau per al posterior gran corrent de l'anomenat "idealisme alemany" (Fichte, Hegel, Schelling). A partir de la seva anàlisi crítica sobre els límits del coneixement assequible per a l'ésser humà, Kant sosté que tot el que es pot saber de les coses és la forma en què es manifesta la seva experiència, no hi ha manera d'esbrinar el que són en essència o en si mateixes. Tanmateix, també considerava que els principis bàsics de la ciència es basen en l'estructura de la ment més que en el món extern.

## Hegel
El filòsof alemany del segle xix Georg Wilhelm Friedrich Hegel considerava incorrecta la teoria de Kant que presenta com a inevitable la ignorància humana sobre la vertadera naturalesa de les coses. Hegel defensava la “intel·ligibilitat” última de tot el que existeix. També pensava que els majors èxits de l'esperit humà (la cultura, la ciència, la religió i l'estat) no són el resultat de processos mentals determinats per una via natural, sinó que són concebuts i mantinguts per la dialèctica, l'activitat de l'intel·lecte lliure i reflexiu.
L'idealisme de Hegel és l'idealisme absolut, on l'absolut és la idea universal i única, que en percebre's a si mateixa en esperit i naturalesa, els determini com a manifestacions seves. La idea segons Hegel és l'absolut originari, activitat dinàmica sempre en transformació, desplegada com a naturalesa i esperit. A Hegel, la lògica és l'estudi de la idea, equival a la metafísica, la totalitat racional concreta, mentre que la lògica formal tracta de les estructures formals del pensament, amb abstracció de contingut que precisament vol eliminar.

## Altres pensadors
Altres variants del pensament idealista poden trobar-se a les obres dels alemanys del segle xix Johann Gottlieb Fichte i Friedrich Wilhelm Joseph von Schelling, de l'anglès del segle xix Francis Herbert Bradley, dels nord-americans del segle xix Charles Sanders Peirce i Josiah Royce i del filòsof italià del segle XX Benedetto Croce o de Bernardo Kastrup.

## Filosofia cristiana
Els teòlegs cristians han sostingut opinions idealistes, sovint basat en el neoplatonisme, malgrat la influència de l'aristotèlica i escolàstica a partir del segle xii No obstant això, hi ha certament un sentit en el qual els escolàstics van conservar l'idealisme que va arribar a través de Sant Agustí fins a Plató.
L'idealisme teista occidental posterior, com el de Hermann Lotze, ofereix una teoria del "sòl del món" en el qual totes les coses troben la seva unitat: ha estat àmpliament acceptat pels teòlegs protestants. Es pot dir que diversos moviments religiosos moderns, per exemple les organitzacions del Moviment del Nou Pensament i l'Església de la Unitat, tenen una orientació particularment idealista. La teologia de la Ciència Cristiana inclou una forma d'idealisme: ensenya que tot el que realment existeix és Déu i les idees de Déu; que el món tal com apareix als sentits és una distorsió de la realitat espiritual subjacent, una distorsió que pot corregir-se (tant conceptualment com en termes d'experiència humana) mitjançant una reorientació (espiritualització) del pensament.

## Filosofia xinesa
Wang Yangming, un filòsof neoconfucià xinès de l'època Ming, funcionari, pedagog, cal·lígraf i general, sostenia que els objectes no existeixen del tot al marge de la ment perquè aquesta els dona forma. No és el món el que dona forma a la ment, sinó la ment la que dona raó al món, per la qual cosa només la ment és la font de tota raó, tenint una llum interior, una bondat moral innata i la comprensió del que és bo.

## L'idealisme en el pensament vèdic i budista

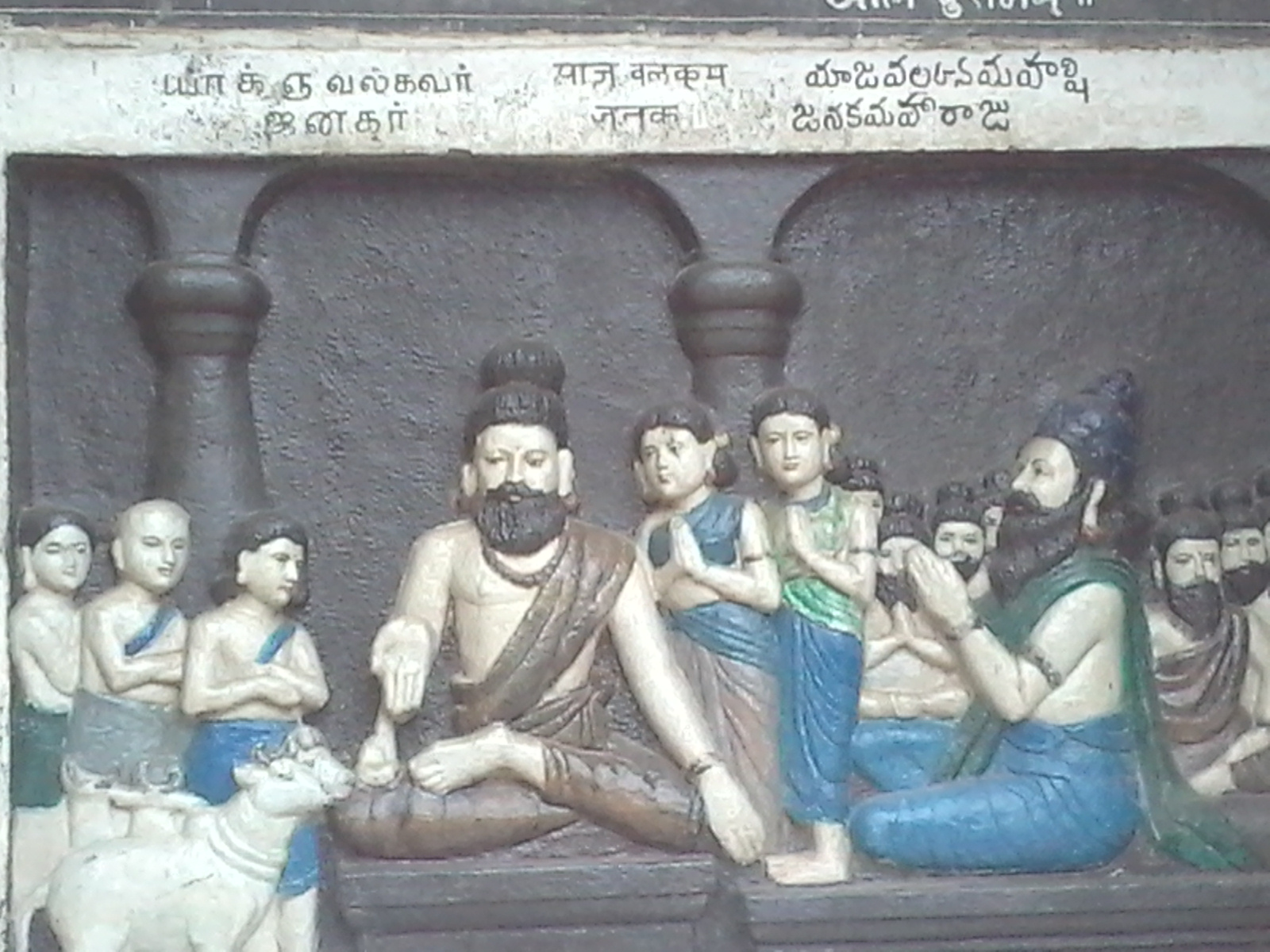
El savi Yajnavalkya (possiblement del) és un dels primers exponents de l'idealisme, i és una figura important en el Brihadaranyaka Upanishad.

Hi ha corrents d'idealisme en tota la filosofia índia, antiga i moderna. L'idealisme hindú sol adoptar la forma de monisme o no dualisme, defensant l'opinió que una consciència unitària és l'essència o el significat de la realitat fenomènica i la pluralitat.
L'idealisme budista, d'altra banda, és més epistèmic i no és un monisme metafísic, que els budistes consideren eternalista i, per tant, no és el camí mitjà entre els extrems propugnat per Buda.
La referència més antiga a l'idealisme en els textos vèdics es troba en el Purusha Sukta del Rig Veda. Aquest Sukta propugna el panenteisme presentant en ser còsmic Purusha com un ésser que impregna tot l'univers i alhora és transcendent a ell. L'idealisme absolut pot veure's en Chāndogya Upaniṣad, on les coses del món objectiu com el cinc elements i el món subjectiu com la voluntat, l'esperança, la memòria, etc., són vistes com a emanacions del Self.

### Filosofia índia
Les nocions idealistes han estat proposades per les escoles de pensament Vedanta, que utilitzen els Vedes, especialment els Upanishads com els seus textos clau. A l'idealisme es van oposar els dualistes Samkhya, els atomistes Vaisheshika, els lògics Nyaya, els lingüistes Mimamsa i els materialistes Cārvāka. Hi ha diverses subescoles del Vedanta, com Vedanta Advaita (no dual), Vishishtadvaita i Bhedabheda Vedanta (diferència i no diferència).
Totes les escoles del Vedanta intenten explicar la naturalesa i la relació de Brahman (ànima universal o Ésser) i Atman (ser individual), que consideren el tema central dels Vedes. Un dels primers intents en aquest sentit va ser el Brahma Sutras de Bādarāyaņa, que és canònic per a totes les subescoles del Vedanta. El Vedanta Advaita és una subescola important del Vedanta que sosté una metafísica idealista no dual. Segons pensadors advaites com Adi Shankara (788-820) i el seu contemporani Maṇḍana Miśra, Brahman, la consciència unitària única o consciència absoluta, apareix com la diversitat del món degut a la maya o il·lusió, i per tant la percepció de la pluralitat és mithya, error. El món i tots els éssers o ànimes en ell no tenen una existència separada de Brahman, la consciència universal, i l'ànima aparentment independent (jiva literalment: vida) és idèntica a Brahman. Aquestes doctrines estan representades en versos com brahma satyam jagan mithya; jīvo brahmaiva na aparah (Brahman és només Veritable, i aquest món de pluralitat és un error; el jo individual no és diferent de Brahman). Altres formes de Vedanta com el Vishtadvaita de Ramanuja i el Bhedabheda de Bhāskara no són tan radicals en el seu no-dualisme, acceptant que hi ha una certa diferència entre les ànimes individuals i Brahman. L'escola Dvaita del Vedanta de Madhvacharya manté l'opinió oposada que el món és real i etern. També sosté que l'atman real depèn totalment i és reflex del Brahman independent.
La tradició Tàntrica del Shaivisme de Caixmir també ha estat catalogada pels estudiosos com una forma d'Idealisme. El pensador clau d'aquesta tradició és el caixmir Abhinavagupta (975-1025 CE).
L'idealisme vèdic modern va ser defensat per l'influent filòsof indi Sarvepalli Radhakrishnan en la seva obra de 1932 Una visió idealista de la vida i altres obres, que propugnen l'Advaita Vedanta. L'essència de l'idealisme hindú és captada per escriptors moderns com Sri Nisargadatta Maharaj, Sri Aurobindo, P. R. Sarkar i Sohail Inayatullah.

### Filosofia budista

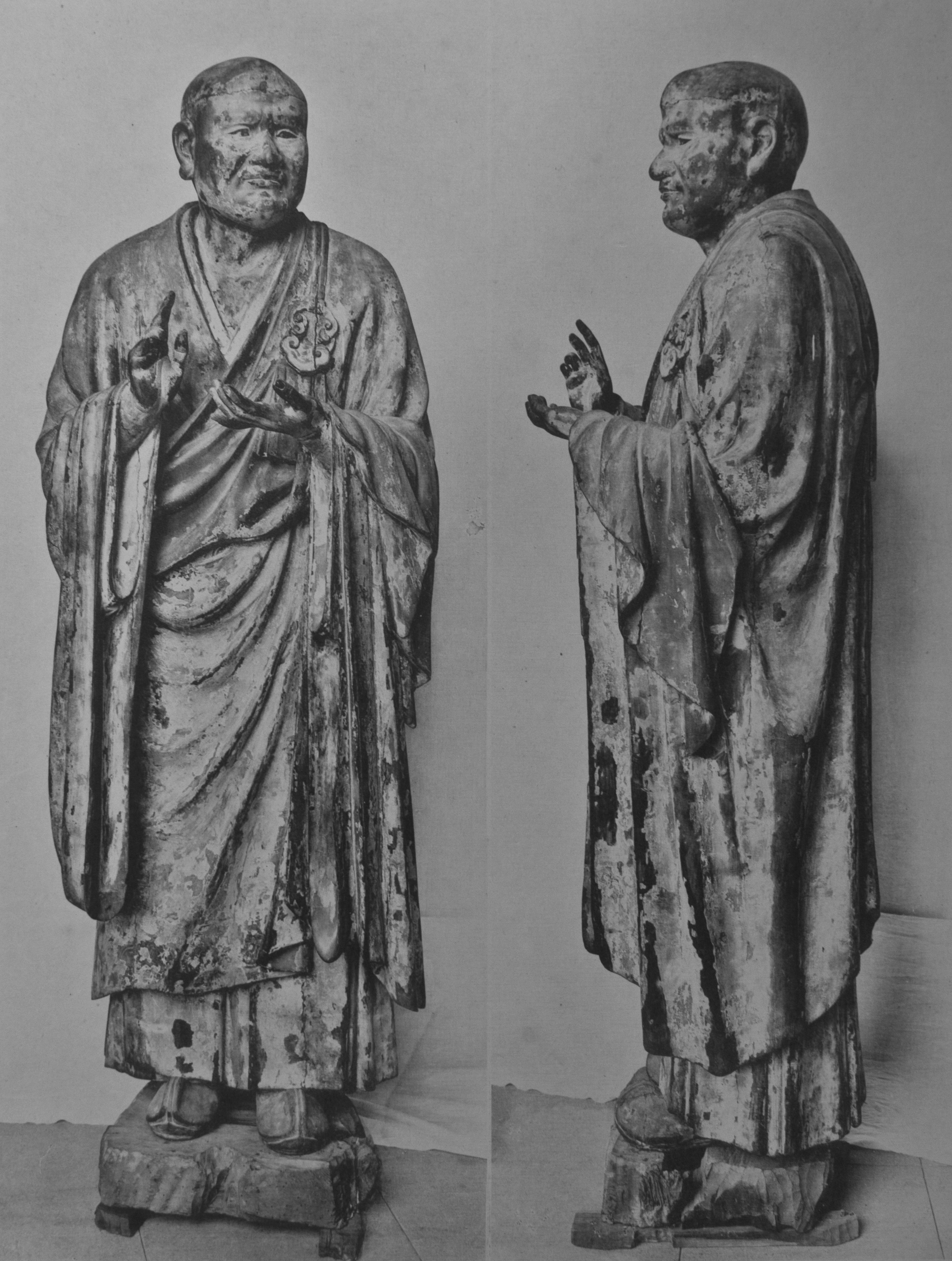
Estàtua de Vasubandhu (jp. Seshin), Kōfuku-ji, Nara, el Japó.

Els punts de vista budistes que poden dir-se similars a l'Idealisme apareixen en textos budistes de Mahayana com el Samdhinirmocana sutra, Laṅkāvatāra Sūtra, Dashabhumika sutra, etc. Aquests van ser ampliats posteriorment pels filòsofs budistes indis de la influent escola yogatxara, com Vasubandhu, Asaṅga, Dharmakīrti, i Śāntarakṣita. El pensament Yogacara també va ser promogut a la Xina per filòsofs i traductors xinesos com Xuanzang.
Existeix un desacord acadèmic modern sobre si el yogatxara en el budisme pot anomenar-se que és una forma d'idealisme. Com assenyala Saam Trivedi "en un costat del debat, escriptors com Jay Garfield, Jeffrey Hopkins, Paul Williams, i altres mantenen l'etiqueta d'idealisme, mentre que en l'altre costat, Stefan Anacker, Donen Lusthaus, Richard King, Thomas Kochumuttom, Alex Wayman, Janice Dean Willis, i altres han argumentat que el Yogacara no és idealista." El punt central de la qüestió és el que els filòsofs budistes com Vasubandhu que van utilitzar el terme vijñapti-matra ("només representació" o "només cognició") i van formular arguments per a refutar els objectes externs realment volien dir.
Les obres de Vasubandhu inclouen una refutació dels objectes externs o de l'externalitat mateixa i argumenta que la veritable naturalesa de la realitat està més enllà de les distincions subjecte-objecte. Considera que l'experiència de la consciència ordinària s'enganya en les seves percepcions d'un món extern separat de si mateix i, en canvi, argumenta que tot el que hi ha és Vijñapti (representació o conceptualització). D'aquí ve que Vasubandhu comenci el seu Vimsatika amb el vers: Tot això és només consciència, a causa de l'aparició d'objectes inexistents, igual que algú amb un trastorn òptic pot veure xarxes de pèl inexistents.
Així mateix, el punt de vista del filòsof budista Dharmakirti sobre l'existència aparent dels objectes externs és resumit per ell en el Pramānaṿārttika ('Comentari sobre lògica i epistemologia'): La cognició s'experimenta a si mateixa, i res més en absolut. Fins i tot els objectes particulars de la percepció, són per naturalesa només la consciència mateixa.
Mentre que alguns escriptors com Jay Garfield sostenen que Vasubandhu és un idealista metafísic, uns altres el veuen més prop d'un idealista epistèmic com Kant que sosté que el nostre coneixement del món és simplement el coneixement dels nostres propis conceptes i percepcions d'un món transcendental. Siguin Butler sosté que el Yogacara és una forma d'idealisme, encara que del seu propi i únic tipus, i assenyala la similitud de les Categories de Kant i les Vāsanās del Yogacara, ambdues simplement eines fenomèniques amb les quals la ment interpreta el regne noumenal. A diferència de Kant, no obstant això, que sosté que el nomen o la cosa en si és incognoscible per a nosaltres, Vasubandhu sosté que la realitat última és cognoscible, però només a través de la percepció iòguica no conceptual d'una ment meditativa altament entrenada.
Escriptors com Dan Lusthaus que sostenen que el yogatxara no és un idealisme metafísic assenyalen, per exemple, que els pensadors del Yogācāra no es van centrar en la consciència per a afirmar-la com ontològicament real, sinó simplement per a analitzar com es creen les nostres experiències i, per tant, el nostre sofriment. Com assenyala Lusthaus "cap text indi Yogācāra afirma mai que el món sigui creat per la ment. El que sí que afirmen és que confonem les nostres interpretacions projectades del món amb el món mateix, és a dir, que prenem les nostres pròpies construccions mentals com si fossin el món"." Lusthaus assenyala que hi ha similituds amb els idealistes epistèmics occidentals com Kant i Husserl, suficients perquè el Yogacara pugui ser vist com una forma d'idealisme epistemològic. No obstant això, també assenyala diferències clau com els conceptes de karma i nirvana. Saam Trivedi, per part seva, assenyala les similituds entre l'idealisme epistèmic i el Yogacara, però afegeix que el budisme Yogacara és, en un cert sentit, la seva pròpia teoria.
De la mateixa manera, Thomas Kochumuttom veu el yogatxara com "una explicació de l'experiència, més que un sistema d'ontologia" i Stefan Anacker veu la filosofia de Vasubandhu com una forma de psicologia i com una empresa principalment terapèutica.